# Lisa Carrington
Lisa Carrington (Tauranga, 23 de junio de 1989) es una deportista neozelandesa que compite en piragüismo en la modalidad de aguas tranquilas, ocho veces campeona olímpica y quince veces campeona mundial.
Participó en cuatro Juegos Olímpicos de Verano, obteniendo en total nueve medallas: oro en Londres 2012 (K1 200 m), oro y bronce en Río de Janeiro 2016 (K1 200 m y K1 500 m), tres oros en Tokio 2020 (K1 200 m, K1 500 m y K2 500 m), y tres de oro en París 2024 (K1 500 m, K2 500 m y K4 500 m).
Ganó veintiuna medallas en el Campeonato Mundial de Piragüismo entre los años 2011 y 2023.
En 2013 fue nombrada miembro de la Orden del Mérito de Nueva Zelanda (MNZM) y en 2022 promovida a dama companion de la Orden del Mérito de Nueva Zelanda (DNZM).
Pertenece al grupo maorí Te Aitanga-a-Māhaki. Ganó el premio al mejor deportista maorí en seis ocasiones.

## Palmarés internacional
| Juegos Olímpicos   | Juegos Olímpicos            | Juegos Olímpicos  | Juegos Olímpicos |
| Año                | Lugar                       | Medalla           | Competición      |
| ------------------ | --------------------------- | ----------------- | ---------------- |
| 2012               | Londres (Reino Unido)       | Medalla de oro    | K1 200 m         |
| 2016               | Río de Janeiro (Brasil)     | Medalla de oro    | K1 200 m         |
| 2016               | Río de Janeiro (Brasil)     | Medalla de bronce | K1 500 m         |
| 2020               | Tokio (Japón)               | Medalla de oro    | K1 200 m         |
| 2020               | Tokio (Japón)               | Medalla de oro    | K1 500 m         |
| 2020               | Tokio (Japón)               | Medalla de oro    | K2 500 m         |
| 2024               | París (Francia)             | Medalla de oro    | K1 500 m         |
| 2024               | París (Francia)             | Medalla de oro    | K2 500 m         |
| 2024               | París (Francia)             | Medalla de oro    | K4 500 m         |
| Campeonato Mundial |                             |                   |                  |
| Año                | Lugar                       | Medalla           | Competición      |
| 2011               | Szeged (Hungría)            | Medalla de oro    | K1 200 m         |
| 2013               | Duisburgo (Alemania)        | Medalla de oro    | K1 200 m         |
| 2013               | Duisburgo (Alemania)        | Medalla de bronce | K1 500 m         |
| 2014               | Moscú (Rusia)               | Medalla de oro    | K1 200 m         |
| 2014               | Moscú (Rusia)               | Medalla de plata  | K1 500 m         |
| 2015               | Milán (Italia)              | Medalla de oro    | K1 500 m         |
| 2015               | Milán (Italia)              | Medalla de oro    | K1 200 m         |
| 2017               | Račice (República Checa)    | Medalla de oro    | K1 200 m         |
| 2017               | Račice (República Checa)    | Medalla de oro    | K2 500 m         |
| 2017               | Račice (República Checa)    | Medalla de plata  | K1 500 m         |
| 2017               | Račice (República Checa)    | Medalla de bronce | K4 500 m         |
| 2018               | Montemor-o-Velho (Portugal) | Medalla de oro    | K1 200 m         |
| 2018               | Montemor-o-Velho (Portugal) | Medalla de plata  | K1 500 m         |
| 2018               | Montemor-o-Velho (Portugal) | Medalla de plata  | K2 500 m         |
| 2018               | Montemor-o-Velho (Portugal) | Medalla de plata  | K4 500 m         |
| 2019               | Szeged (Hungría)            | Medalla de oro    | K1 200 m         |
| 2019               | Szeged (Hungría)            | Medalla de oro    | K1 500 m         |
| 2022               | Halifax (Canadá)            | Medalla de oro    | K1 200 m         |
| 2022               | Halifax (Canadá)            | Medalla de oro    | K1 500 m         |
| 2023               | Duisburgo (Alemania)        | Medalla de oro    | K1 200 m         |
| 2023               | Duisburgo (Alemania)        | Medalla de oro    | K1 500 m         |
| 2023               | Duisburgo (Alemania)        | Medalla de oro    | K4 500 m         |